# Asperthorax
Asperthorax là một chi nhện trong họ Linyphiidae.